# Callitrichaceae
Famille
Classification APG II (2003)
Classification APG III (2009)
Les Callitrichaceae sont une famille de plantes dicotylédones. Classiquement elle comprend 25 espèces du genre Callitriche.
Ce sont des plantes herbacées, aquatiques, fixées, annuelles des régions froides à tropicales.

## Étymologie
Le nom vient du genre Callitriche, qui est le nom latin du Capillaire, du grec καλλοσ  / kallos, beauté, et θριξ  / thrix, cheveu. 

## Classification
En classification phylogénétique APG III (2009) cette famille est invalide ; ce genre est incorporé dans la famille Plantaginaceae.